# Biserica Bob din Târgu Mureș
Biserica Bob din Târgu Mureș, cu hramul „Învierea Domnului”, cunoscută și sub numele de Biserica de Piatră, este prima biserică română unită (greco-catolică) ridicată în Târgu Mureș. Edificiul este situat pe actuala stradă Mitropolit Șaguna (fostă Doicești, fostă Thököly Imre) la nr. 9, unde formează un ansamblu cu fosta școală confesională greco-catolică, prima școală românească din oraș. Aici a activat ca preot și profesor protopopul Gheorghe Maior, tatăl cărturarului Petru Maior.

## Istoric
Inscripția latină de deasupra intrării îl omagiază pe ctitorul lăcașului, episcopul Ioan Bob al Episcopiei de Făgăraș: "IN CVLtVM DeI strVXIT eX ornaVitqVe Joannes Babb EpIsCopVs FogarasIensIs". În anul 1792, după ce a cumpărat terenul, episcopul Bob a plătit arhitectului Johannes Topler suma necesară pentru cumpărarea a 20.000 de cărămizi. Construcția propriu-zisă a bisericii a avut loc între anii 1793-1794, tot pe cheltuiala episcopului ctitor.
La propunerea episcopului de Hajdúdorog, István Miklósy, împăratul Franz Joseph a înființat în data de 6 septembrie 1915 Vicariatul Ținutului Secuiesc cu sediul în Târgu Mureș. Cele 35 parohii cedate de Arhiepiscopia de Făgăraș au fost conduse de vicarul Gyula Hubán. Prin decretul Apostolica sedes din 9 aprilie 1934 Congregația pentru Bisericile Orientale a readus sub jurisdicția Arhiepiscopiei de Făgăraș și Alba Iulia cele 35 de parohii unite din Ținutul Secuiesc, care fuseseră subordonate Eparhiei de Hajdúdorog.
În anul 1948, după interzicerea Bisericii Române Unite cu Roma, autoritățile comuniste au instalat în Biserica Bob o parohie ortodoxă. Aceasta a refuzat după relegalizarea Bisericii Române Unite să restituie lăcașul de cult.

## Imagini

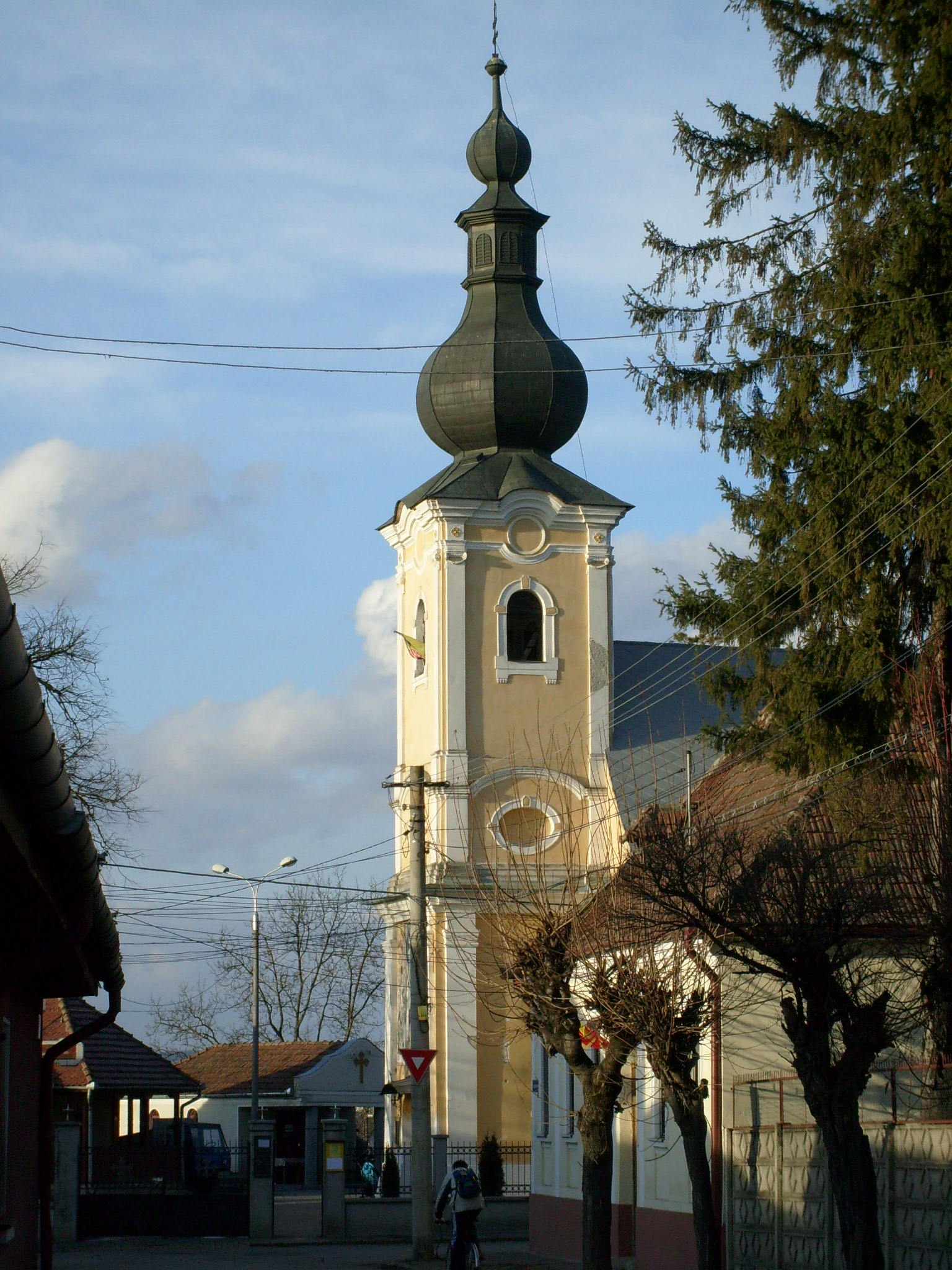
Turnul baroc al bisericii - din perspectiva străzii Cosminului
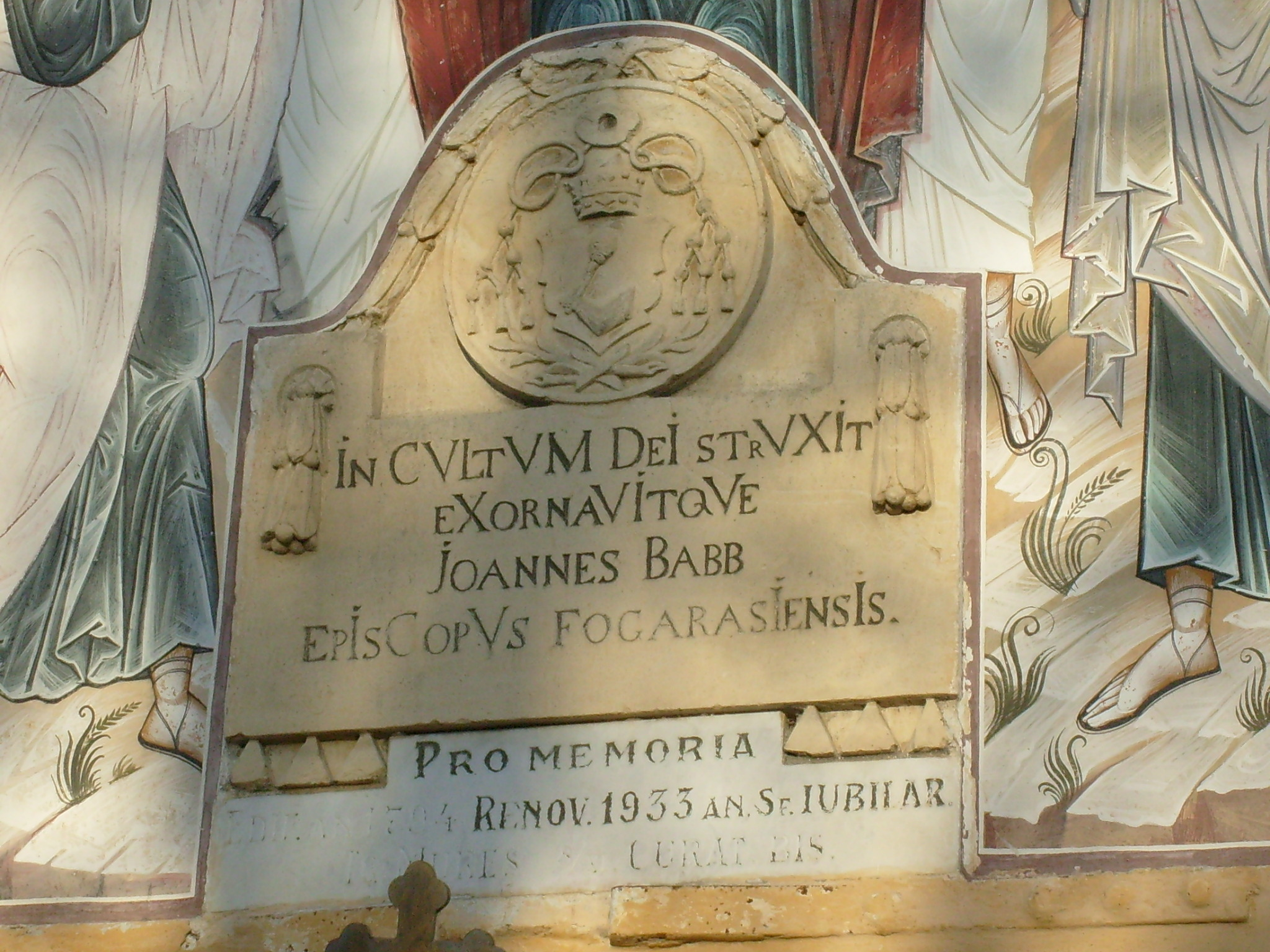
Stema episcopului Ioan Bob cu inscripția: IN CVLTVM DEI STRVXIT EXORNAVITQVE JOANNES BABB EPISCOPVS FOGARASIENSIS